# Серрана (Сан-Паулу)
Серрана (порт. Serrana) — муниципалитет в Бразилии, входит в штат Сан-Паулу. Составная часть мезорегиона Рибейран-Прету. Входит в экономико-статистический микрорегион Рибейран-Прету. Население составляет 39 539 человек на 2006 год. Занимает площадь 125,744 км². Плотность населения — 314,4 чел./км².
Праздник города — 10 апреля.

## История
Город основан в 1948 году.

## Статистика
- Валовой внутренний продукт на 2003 год составляет 271 819 898,00 реалов (данные: Бразильский институт географии и статистики).
- Валовой внутренний продукт на душу населения на 2003 год составляет 7476,21 реалов (данные: Бразильский институт географии и статистики).
- Индекс развития человеческого потенциала на 2000 год составляет 0,775 (данные: Программа развития ООН).